# Wilhelm Spengler
Wilhelm Spengler (* 19. März 1907 in Bühl am Alpsee; † 1. April 1961 in Oldenburg) war ein deutscher SS-Standartenführer, Leiter der Hauptabteilungen „Presse und Schrifttum“ und „Kulturelles Leben“ des Sicherheitsdienstes, Leiter der Amtsgruppe III C (Kultur) des Reichssicherheitshauptamtes und Lektor des Verlags Gerhard Stalling, Oldenburg, sowie ab 1951 Vorstandsmitglied der „Stillen Hilfe“, einer Hilfsorganisation für als Kriegsverbrecher verurteilte Nationalsozialisten.

## Schule und Studium
Wilhelm Spengler wurde am 19. März 1907 in Bühl am Alpsee im Allgäu (heute Ortsteil vom Immenstadt) als Sohn eines katholischen Volksschullehrers geboren. Die Volksschule besuchte er in Memmingen. 1923 trat Spengler in das Internat der Benediktiner in Augsburg ein. Seinen ursprünglichen Wunsch, Maschinenbau zu studieren, gab er zugunsten eines Studiums der Fächer Germanistik und deutsche Geschichte in München auf. Aus der Rückschau begründete er diesen Entschluss in seinem Lebenslauf vom 13. Juli 1936 mit den Erfahrungen, die er in diesem Internat gemacht hatte und die ihn nicht nur mit dem Katholizismus entzweiten, sondern ihn veranlassten, statt einer technischen Laufbahn ein geisteswissenschaftliches Studium mit weltanschaulicher Ausrichtung aufzunehmen.
1927 wechselte Spengler nach Leipzig und lernte hier über seinen Kommilitonen Ernst Kaußmann einen studentischen Zirkel um Heinz Gräfe kennen, der sich „Schwarze Hand“ nannte. Es handelte sich bei dessen Mitgliedern – neben Gräfe und Kaußmann Erhard Mäding, Friedrich Maetzel und Hans Pieper – um eine Gruppe junger Studenten, die im Studentenwerk tätig waren und gesellschaftliche sowie politische Themen diskutierten. Gräfe, Mäding und Pieper sollten ebenso wie Spengler später im Reichssicherheitshauptamt (RSHA) maßgebliche Stellungen einnehmen (Gräfe als Leiter der Amtsgruppe VI C – Russisch-japanisches Einflussgebiet –, Mäding als Leiter der Amtsgruppe III A 3 – Verfassung und Verwaltung – und Pieper als Leiter der Geschäftsstelle des Amtes IV).
Im April 1929 nahm Spengler an einer von Gräfe organisierten 14-tägigen Tagung in Miltenberg teil, auf der u. a. als Referent der Soziologe Hans Freyer (1887–1969) sprach. Themen waren Begriffe wie „Volk“, „Staat“, „Demokratie“ und „Parlamentarismus“. 1930 fand wiederum eine Tagung, diesmal in Wertheim, statt, an der der Soziologe Gunther Ipsen (1899–1984) über das Thema „Kapitalismus und moderne Gesellschaftsordnung“ mit den Studenten diskutierte.
Spengler veröffentlichte bereits zu dieser Zeit in der Zeitschrift Volk im Werden, herausgegeben von Ernst Krieck, dem führenden Interpreten einer nationalsozialistischen Pädagogik.
Im Januar 1932 legte Spengler das Staatsexamen für das höhere Lehramt für die Fächer Deutsch, Geschichte und Philologie mit der Note „I“ ab. Seine Promotion zum Dr. phil. mit „summa cum laude“ erreichte er mit einer Dissertation über Das Drama Schillers. Seine Genesis im Juli 1932. Danach war Spengler am Königin-Carola-Gymnasium in Leipzig tätig. Nebenberuflich baute er im Studentenwerk die Abteilungen für Arbeitsdienst, Siedlung, Arbeitsvermittlung und Junglehrerhilfe auf.

## Beim Sicherheitsdienst des Reichsführers SS
Im November 1933 wurde Spengler ehrenamtlicher Mitarbeiter des Sicherheitsdienstes (SD) noch vor seinen Freunden Gräfe und Mäding. Lothar Beutel, der Leiter des SD-Oberabschnitts Sachsen und spätere Führer der Einsatzgruppe IV in Polen, hatte bereits seit Herbst 1932 den Aufbau des SD in Sachsen organisiert und auch Spengler für diesen Dienst interessiert. Dieser entschied sich bereits am 15. März 1934, hauptberuflich für den SD tätig zu sein (SS-Nummer 107.105) und den Schuldienst zu quittieren. Er wurde damit der erste Germanist im SD und blieb auch bis 1945 der Ranghöchste seiner Sparte.
Kurzzeitig mit dem Sachgebiet „Konfessionelle Strömungen“ betraut, baute Spengler bereits ab Juni 1934 die Schrifttumsstelle des SD auf. Der Standort Leipzig war für deren Aufgabe außerordentlich günstig, da hier seit 1912 die Deutsche Bücherei bestand, der sämtliche deutschen Verlage ein unentgeltliches Pflichtexemplar aller ihrer Publikationen abzugeben hatten, so dass hier ein einzigartiger Überblick über das gesamte deutschsprachige Schrifttum gewonnen werden konnte. Spengler konnte zahlreiche Germanisten für eine Tätigkeit im SD gewinnen, wie zum Beispiel Walter von Kielpinski und Hans Rößner. Die Mitarbeiter der SD-Schrifttumsstelle, aus der der nachmalige Chef des Amtes VII im RSHA („Weltanschauliche Schulung“) Paul Dittel und Waldemar Beyer, der spätere Leiter des Referates VII A 1 („Bibliothek“) des RSHA, hervorgingen, hatten alle bei der Deutschen Bücherei eingehenden Neuerscheinungen im Hinblick auf die ideologischen Richtlinien der Partei zu überprüfen und abweichende Publikationen zu verbieten. So wurde auf Veranlassung Spenglers zum Beispiel die Holzschnittsammlung von Frans Masereel mit dem Titel Die Passion des Menschen wegen offensichtlicher marxistischer Tendenz indiziert.
Im April 1936 wurde die Schrifttumsstelle des SD auf Veranlassung von Franz Six von Leipzig nach Berlin verlegt, durch das Aufgabengebiet „Presse“ vergrößert und in die Zentralabteilung I 3 des SD-Hauptamtes unter Six eingegliedert. In Leipzig verblieb allerdings noch eine Verbindungsstelle. In Berlin leitete Spengler die Hauptabteilung I 31 „Presse und Schrifttum“ und sorgte nach Darstellung seines Vorgesetzten Six für „die wohl zuverlässigsten Nachrichtenquellen innerhalb des Sicherheitsdienstes“.
1937 trat Spengler der NSDAP bei, er wechselte in die Zentralabteilung II 2 „Lebensgebietsmäßige Auswertung“ und leitete dort die Hauptabteilung II 21 „Kulturelles Leben“, die später in die Amtsgruppe III C „Kultur“ des RSHA überführt wurde und nach dem Geschäftsverteilungsplan des RSHA vom März 1941 die Unterabteilungen
- III C 1 „Wissenschaft“ (Ernst Turowski),
- III C 2 „Erziehung und religiöses Leben“ (Heinrich Seibert),
- III C 3 „Volkskultur und Kunst“ (Hans Rößner) und
- III C 4 „Presse, Schrifttum, Rundfunk“ (Walter von Kielpinski)

umfasste. Zu den Aufgaben seiner Amtsgruppe gehörte neben der Zensurfunktion auch die Mitwirkung bei den „Meldungen aus dem Reich“, den geheimen innenpolitischen Lageberichten des Sicherheitsdienstes, sowie der fachlichen Vorbereitung von Kunstraubaktionen in den besetzten Gebieten.

## H(exen)-Sonderauftrag
Spengler wurde neben seiner faktischen Zensurtätigkeit im SD u. a. auch am „H-Sonderauftrag“ beteiligt. Hierbei handelte es sich um ein 1935 vom Reichsführer SS Heinrich Himmler initiiertes Forschungsunternehmen, das die wissenschaftliche Untersuchung der Hexenverfolgung zur Aufgabe hatte. Über alle recherchierten Fälle war ein „Hexen-Blatt“ anzulegen, wobei die Blätter in der sog. „Hexenkartothek“ gesammelt wurden. Spengler begann bereits im Juli 1935 mit den entsprechenden Forschungen durch einen Besuch des Bayerischen Staatsarchivs in Neuburg an der Donau (heute aufgegangen im Staatsarchiv Augsburg), um hier das Archiv der „Akten über Hexenwesen zwecks Arbeit über Aberglauben auf dem Lande“ zu sichten. Spengler wirkte hier wesentlich an Aufbau und Organisation der „Hexen-Abteilung“ im SD mit. Ein Mitarbeiter Spenglers, Dr. Rudolf Levin, übernahm nach Kriegsbeginn die Leitung dieser Abteilung.

## Bei den Einsatzgruppen der Sicherheitspolizei und des SD
Spengler war jedoch nicht nur als Germanist am Schreibtisch tätig, sondern gemäß Heydrichs Losung von der „kämpfenden Verwaltung“ im März 1942 auch bei der Partisanenbekämpfung im Nordabschnitt der Ostfront eingesetzt worden. Im Mai 1942 war er drei Wochen bei der Einsatzgruppe D auf der Krim. Seine Funktion bei den Einsatzgruppen der Sicherheitspolizei und des SD ist noch nicht abschließend geklärt. Nach vorliegenden Archivalien dürfte es sich jedoch nicht um einen Fronteinsatz gehandelt haben, da noch am 1. Februar 1943 eine Beförderung wegen eines fehlenden solchen abgelehnt wurde.
Kurz vor Kriegsende setzte sich Spengler mit mehreren Mitarbeitern von Berlin nach München ab.

## Kriegsende, Entnazifizierung und Nachkriegskarriere
Bei Kriegsende tauchte Spengler unter, wurde aber 1946 vom alliierten Geheimdienst gefasst und kam für 34 Monate in ein Internierungslager. Bei seinem Entnazifizierungsverfahren 1949 stufte ihn die Spruchkammer München im August 1949 als „belastet“ (Aktivisten, Militaristen und Nutznießer) ein, ordnete an, knapp die Hälfte seines Vermögens einzuziehen und entzog ihm das Wahlrecht. Trotz diverser sog. Persilscheine, u. a. von dem Physiker Werner Heisenberg, wurde er darüber hinaus zu zwei Jahren Arbeitslager verurteilt.
1951 gehörte er neben der Prinzessin Helene Elisabeth von Isenburg, dem evangelischen Landesbischof von Württemberg Theophil Wurm u. a. als Pressewart zum Gründungsvorstand der Stillen Hilfe, eines Vereins, der publizistisch, juristisch und materiell flüchtige, inhaftierte und verurteilte NS-Täter unterstützte.
Als Lektor im Stalling-Verlag Oldenburg beschäftigt, wurde Spengler von diesem zusammen mit Hans Schneider, der sich nun nach seiner Todeserklärung 1945 und der Heirat mit seiner angeblichen „Witwe“ Schwerte nannte und vormals als SS-Hauptsturmführer 1942 die Abteilung „Germanischer Wissenschaftseinsatz“ des „Ahnenerbes e. V.“ geleitet hatte, mit einem Buchprojekt Gestalter unserer Zeit beauftragt, das 1954/1955 mit den Titeln Denker und Deuter im heutigen Europa und Forscher und Wissenschaftler im heutigen Europa mit insgesamt fünf Bänden erschien. Die Tarnung Spenglers war zu dieser Zeit hervorragend. Es gelang ihm unter anderem, den von den Nationalsozialisten verjagten jüdischen Sauerbruch-Schüler, den Chirurgen Rudolf Nissen, der nach Fluchtstationen in Istanbul und den USA zu dieser Zeit in Basel wirkte, als Autor für das Kapitel „Sauerbruch“ dieses Sammelwerkes zu gewinnen.
Spengler starb am 1. April 1961 in Oldenburg.

## Schriften
- Auf deutschen Schiffen rund um das Mittelmeer. Hans Rösler, Augsburg 1935.
- Die Frau im germanischen und im christlichen Weltbild. Hanseatische Verlagsanstalt, Hamburg 1937. Sonderdruck aus Volk im Werden. Hrsg. Ernst Krieck, H. 4, 1937, S. 232–265.[2]
- als Herausgeber mit Hans Schwerte: Forscher und Wissenschaftler im heutigen Europa. Stalling, Oldenburg u. a. 1955;
  - (1): Weltall und Erde. Physiker, Chemiker, Erforscher des Weltalls, Erforscher der Erde, Mathematiker (= Gestalter unserer Zeit. 3, ZDB-ID 533746-X). 1955;
  - (2): Erforscher des Lebens. Mediziner, Biologen, Anthropologen (= Gestalter unserer Zeit. 4). 1955.